# Zamek w Węgorzewie
Zamek w Węgorzewie – najstarszy zabytek Węgorzewa. Tereny dzisiejszego Węgorzewa zamieszkiwały do czasu podboju tych ziem przez Krzyżaków plemiona Galindów, którzy na wyspie Węgorapy w pobliżu jeziora Mamry wybudowali gród Angetete. Gród ten został zniszczony przez Krzyżaków, którzy w jego miejscu zbudowali w 1312 roku drewniany gródek położony 2 km od dzisiejszego zamku nad wypływem Węgorapy z Jeziora Mamry. Gródek ten nazywany Angerburg został spalony przez litewskiego księcia Kiejstuta zimą 1365 roku.

## Historia

### Faza gotycka
Nową warownię w miejscu dzisiejszego zamku wybudował w 1398 roku komtur Królewca Werner von Tettingen i przeznaczył ją na siedzibę podległego sobie prokuratora. Zamek znajdował się na wyspie i miał kształt nieregularnego pięcioboku. Zabudowa składała się z dwóch lub trzech murowanych skrzydeł flankowanych na narożach trzema cylindrycznymi wieżami. Czwarta wieżyczka znajdowała się w obrębie dziedzińca i miała charakter łącznika komunikacyjnego. Od strony wschodniej znajdowało się niewielkie przedzamcze. Po prowadzonej z Polską Wojnie trzynastoletniej Krzyżacy w 1469 roku zastawili zamek braciom Hansowi i Anzelmowi von Tettau jako gwarancję wypłacenia żołdu, następnie zamek był w rękach różnych właścicieli do 1525 roku, gdy po sekularyzacji Zakonu ponownie stał się własnością państwową i siedzibą książęcego starosty. Z inwentarzy z XV i XVI wieku wynika, że w tym czasie na zamku mieściła się kaplica św. Katarzyny oraz browar, spiżarnia, piekarnia, kuchnia i zbrojownia. Przy zamku znajdował się także młyn.

### Faza barokowa

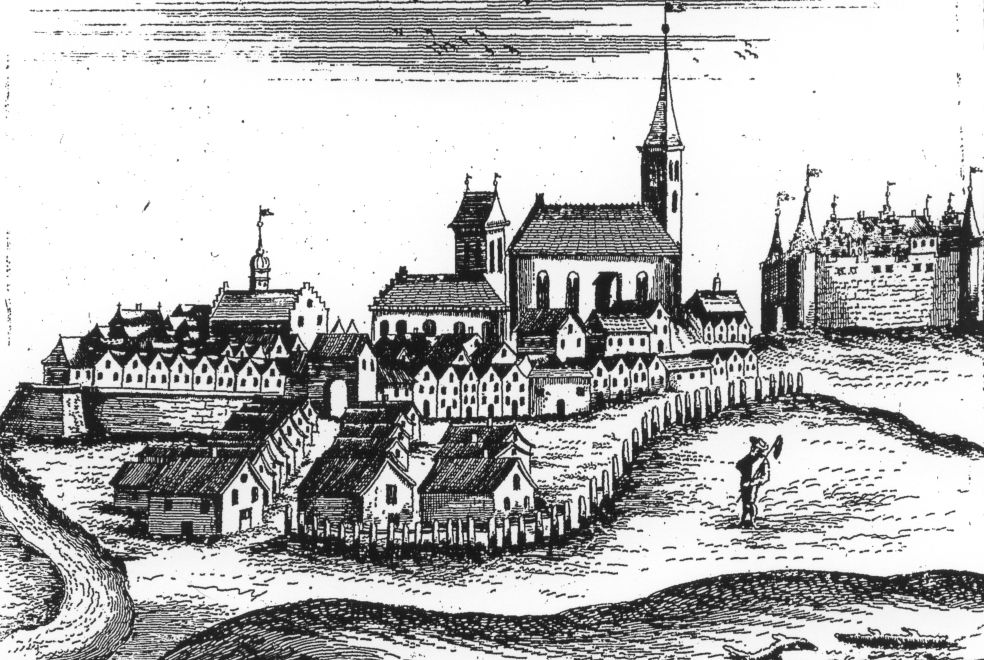
Widok zamku w 1684 r. (po prawej)

W 1656 roku zamek został zniszczony przez sprzymierzonych z Polską Tatarów, którymi dowodził Subchan Gazi aga, w związku z czym podczas odbudowy przebudowano go na rezydencję barokową o niewielkich już wartościach militarnych. Kształt zamku po przebudowie zamku ukazują widoki miasta z 1684 i 1717 roku. W 1 połowie XVIII wieku generał H.H. Katt zburzył młyn na przedzamczu i wybudował nowy przekopując nowy kanał. Wybito też szereg nowych okien. W latach 1734 i 1736 na zamku przebywał król Stanisław Leszczyński, skąd udał się na wygnanie do Francji. W 1752 roku władze przeznaczyły zamek na biura sądu miejskiego i ziemskiego. Przejściowo umieszczono też w zamku więzienie.

### Zamek w XIX wieku
W 1807 roku podczas kampanii napoleońskiej na zamku mieścił się szpital dla żołnierzy. W czerwcu 1807 roku Węgorzewo i zamek zajęły wojska polskie generałów Jana Henryka Dąbrowskiego i J. Zajączka. W 1835 roku zamek spłonął, w związku z czym 10 lat później został przebudowany na sąd. W trakcie tej przebudowy całkowicie zatarto jego historyczną formę. 

### Po 1945 roku

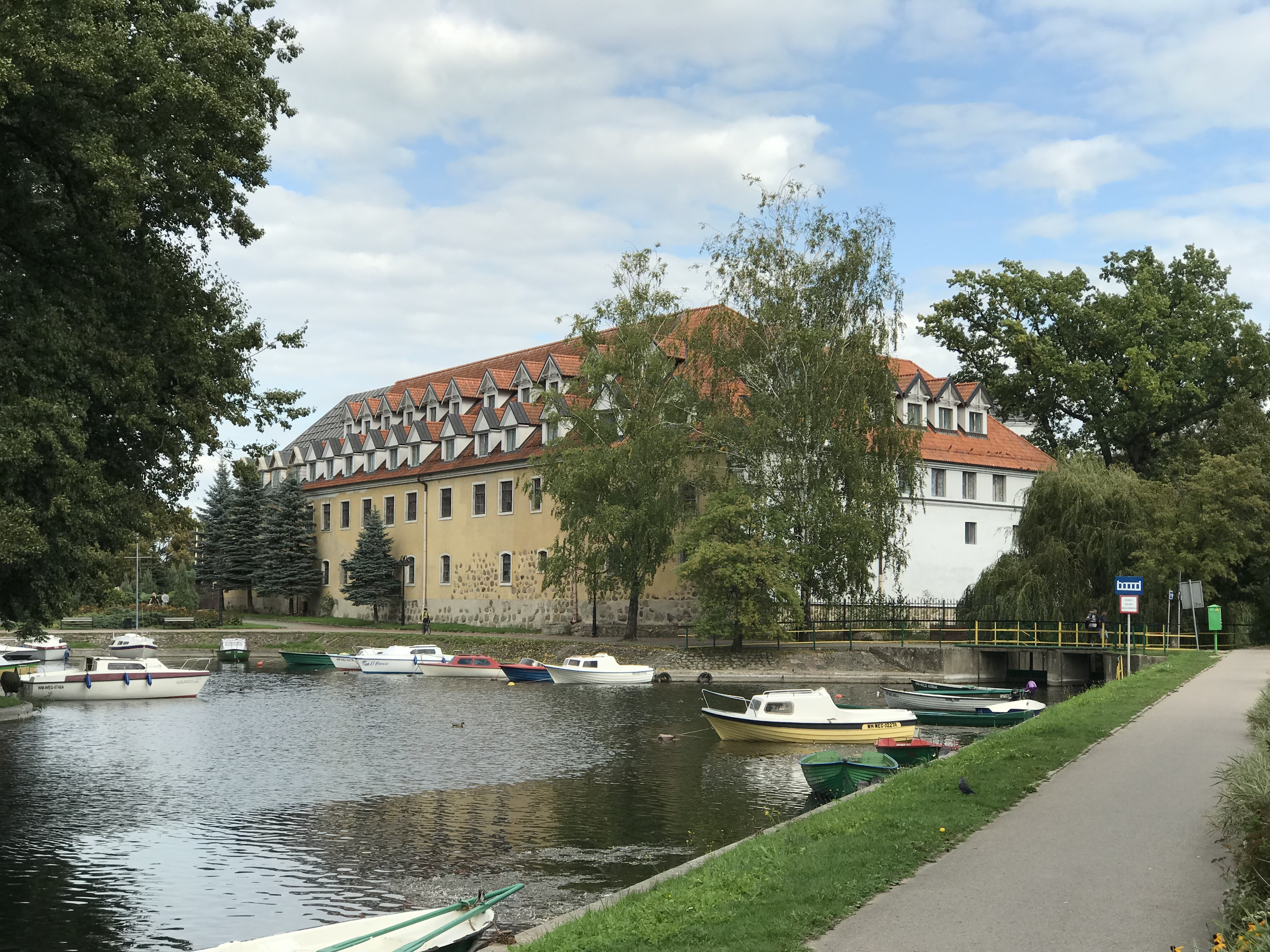
Widok zamku w 2018 r.

24 stycznia 1945 roku wnętrze zostało spalone przez Armię Czerwoną, jednak mury XIV-wieczne ocalały. W początkach lat 80. XX wieku został odbudowany z przeznaczeniem na bibliotekę miejską, siedzibę Rady Miejskiej i Urząd Stanu Cywilnego. 
Zamek został sprzedany przez samorząd w 2000 roku za kadencji burmistrza Władysława Anchima za kwotę 805 tys. zł. Obecnie jest niedostępny dla turystów. W trakcie prowadzonej przebudowy na hotel nadbudowano znacznie dach i umieszczono w nim dwa rzędy lukarn.